# Тактична сила
Тактична сила (англ. Tactical Force) — канадський бойовик 2011 року режисера Адамо Паоло Культраро. У головних ролях знялися Стів Остін, Майкл Джей Вайт, Кейндас Елейн, Кейт Жардін, Майкл Шенкс, Майкл Еклунд, Даррен Шахлаві та Лекса Дойг.

## Сюжет
Спецзагін під командуванням Френка Тейта, що складається з чотирьох осіб, при виконанні завдання по звільненню заручників, завдає великої матеріальної шкоди магазину. Оскаженілий начальник наказує хлопцям пройти свого роду курс підвищення кваліфікації в покинутому ангарі, розташованому в межах міста. Тут вже не раз проходили подібні заходи, приміщення якнайкраще підходило для відточування професійних навичок. Хлопці не відносяться до завдання серйозно, а сприймають його як чергову примху керівника. 
Двоє членів російської мафії Ілля Калашников і Димитрій привозять в ангар бранця на ім'я Кенні і вимагають, щоб той повернув якийсь предмет. Не обходиться і без італійців, представники коза ностри Лампон і Сторато теж зайняті пошуками. Конкуруючі угруповання затівають криваві розбірки.
Ні про що не підозрюючі поліцейські Тейта починають тренування, вони стріляють навчальними кулями, робота з бойовими в подібних ситуаціях не передбачена. Зрозумівши, що копи фактично не озброєні, мафіозі утворюють проти них крихкий тимчасовий альянс. Хлопцям з спецгрупи, щоб взяти бойову зброю і повідомити по рації про захоплення заручника, потрібно пробратися до свого автомобіля, але по команді ватажка російської мафії Володимира шлях вже відрізаний. 
По ходу сюжету з'ясовується, один з представників злочинного угруповання - агент ФБР під прикриттям.

## У ролях
| Актор           | Роль                               |
| --------------- | ---------------------------------- |
| Стів Остін      | Френк Тейтер (капітан загону SWAT) |
| Майкл Джей Вайт | Тоні Гант (сержант)                |
| Кейндас Елейн   | Ілля Калашников                    |
| Лекса Дойг      | Дженнард (офіцер третього класу)   |
| Стів Бачич      | Бланко (офіцер третього класу)     |
| Майкл Шенкс     | Димитрій                           |
| Майкл Еклунд    | Кенні                              |
| Даррен Шахлаві  | Сторато                            |
| Адріан Голмс    | Лампоне                            |
| Кейт Жардін     | Тальяферро                         |
| Пітер Кент      | Володимир                          |